# Ghumkhahare
Ghumkhahare – gaun wikas samiti w zachodniej części Nepalu w strefie Bheri w dystrykcie Surkhet. Według nepalskiego spisu powszechnego z 2001 roku liczył on 696 gospodarstw domowych i 3743 mieszkańców (1894 kobiet i 1849 mężczyzn).